# Países Bajos en los Juegos Olímpicos de París 1924
Los Países Bajos estuvieron representados en los Juegos Olímpicos de París 1924 por un total de 177 deportistas que compitieron en 17 deportes.  
El portador de la bandera en la ceremonia de apertura fue el esgrimista Adrianus de Jong.

## Medallistas
El equipo olímpico neerlandés obtuvo las siguientes medallas:
| Nombre | Deporte           | Competición                |
| --- | ----------------- | -------------------------- |
| Oro |                   |                            |
| Jacobus Willems | Ciclismo en pista | 50 km M                    |
| Adolf van der Voort van Zijp (Silver Piece) | Hípica            | Concurso completo ind.     |
| Adolf van der Voort van Zijp (Silver Piece) Charles Pahud de Mortanges (Johnny Walker) Gerard de Kruijff (Addio) Antonius Colenbrander (King of Hearts) | Hípica            | Concurso completo por eqs. |
| Teun Beijnen Wilhelm Rösingh | Remo              | Dos sin timonel (M2-)      |
| Plata |                   |                            |
| Jacob Meijer | Ciclismo en pista | Velocidad ind. M           |
| Bronce |                   |                            |
| Jan de Vries Jacob Boot Harry Broos Marinus van den Berge                                                                                               | Atletismo         | 4 × 100 m M                |
| Gerard Bosch van Drakestein Maurice Peeters | Ciclismo en pista | Tándem M                   |
| Adrianus de Jong Jetze Doorman Hendrik Scherpenhuijzen Jan van der Wiel Maarten van Dulm Henri Wijnoldy-Daniëls                                         | Esgrima           | Sable por eqs. M           |
| Cornelia Bouman Hendrik Timmer | Tenis             | Dobles mixto               |
| Johan Carp Anthonij Guépin Jan Vreede | Vela              | 6 Metre M                  |